# Bertula vialis
Bertula vialis är en fjärilsart som beskrevs av Moore 1882. Bertula vialis ingår i släktet Bertula och familjen nattflyn. Inga underarter finns listade i Catalogue of Life.